# Бабиця (Підкарпатське воєводство)
Бабиця (пол. Babica) — село в Польщі, у гміні Чудець Стрижівського повіту Підкарпатського воєводства.
Населення — 1245 осіб (2011).
У 1975-1998 роках село належало до Ряшівського воєводства.

## Демографія
Демографічна структура станом на 31 березня 2011 року:
|          | Загалом | Допрацездатний вік | Працездатний вік | Постпрацездатний вік |
| -------- | ------- | ------------------ | ---------------- | -------------------- |
| Чоловіки | 673     | 120                | 472              | 81                   |
| Жінки    | 572     | 95                 | 346              | 131                  |
| Разом    | 1245    | 215                | 818              | 212                  |